# Флаг Службы безопасности Украины
Флаг Службы безопасности Украины утверждён 14 февраля 2002 года и является её официальным символом.

## Описание флага
«Флаг представляет собой прямоугольное полотнище малинового цвета с соотношением сторон 2:3. 
В центре полотнища размещено изображение эмблемы Службы безопасности Украины. Высота эмблемы составляет 2/3 высоты полотнища. Диаметр венка составляет 1/2 ширины полотнища. Обе стороны полотнища идентичны».
Эмблема Службы безопасности Украины представляет собой прямой равносторонний крест с расходящимися концами синего цвета и золотыми каёмочками.
В центре эмблемы помещено изображение Знака Княжеского Государства Владимира Великого золотого цвета на синем поле в обрамлении венка из дубовых листьев жёлтого металла.